# Ерковецкий сельсовет
Еркове́цкий сельсове́т — упразднённое сельское поселение в Ивановском районе Амурской области.
Административный центр — село Ерковцы.

## История
16 февраля 2005 года в соответствии с Законом Амурской области № 440-ОЗ муниципальное образование наделено статусом сельского поселения.
Упразднён в январе 2021 года в связи с преобразованием муниципального района в муниципальный округ.

## Население
| 2002 | 2010  | 2011  | 2012  | 2013  | 2014  | 2015 |
| ---- | ----- | ----- | ----- | ----- | ----- | ---- |
| 1239 | ↘1020 | ↘1016 | ↗1041 | ↘1020 | ↘1003 | ↘965 |
| 2016 | 2017  | 2018  |       |       |       |      |
| ↘961 | ↘950  | ↗965  |       |       |       |      |

## Состав сельского поселения
| № | Населённый пункт | Тип населённого пункта       | Население |
| - | ---------------- | ---------------------------- | --------- |
| 1 | Ерковцы          | село, административный центр | ↗932      |
| 2 | Черкасовка       | село                         | →33       |